# Коді Алмонд
Коді Алмонд (англ. Cody Almond; 24 липня 1989, Калгарі, провінція Альберта) — швейцарський хокеїст канадського походження, нападник. Виступає за «Лозанну» (Національна ліга А). Гравець збірної команди Швейцарії.

## Ігрова кар'єра
Коді Алмонд почав свою кар'єру професійного хокеїста у клубі ЗХЛ «Келона Рокетс» (виступав там чотири сезони з 2005 по 2009 роки). Разом з цим клубом виграв Кубок Еда Чіновета в сезоні 2008/09 років.
У Драфті НХЛ 2007 року в п'ятому раунді під 140-м номером обраний клубом Міннесота Вайлд. У складі «Міннесота Вайлд», дебютував у сезоні 2009/10, але грав в основному у фарм-клубі команді АХЛ «Г'юстон Аерос». В наступні два сезони, Коді значно частіше виступав за «Г'юстон Аерос» в АХЛ ніж за «Міннесота Вайлд», в НХЛ.
З сезону 2012/13 років переїхав до Швейцарії, де захищає кольори Серветт-Женева у складі якого став переможцем Кубку Шпенглера.
Після семи сезонів у складі «Женева-Серветт» перейшов до клубу «Лозанна».

## Нагороди та досягнення
- Володар Кубка Еда Чіновета в сезоні 2008/09 у складі «Келона Рокетс».
- 2013 володар у Кубку Шпенглера у складі ХК «Серветт-Женева».
- 2014 володар у Кубку Шпенглера у складі ХК «Серветт-Женева».[3]

## Особисте життя
У 2012 Алмонд отримав швейцарське громадянство. Його бабуся по матері Марта — уродженка швейцарського міста Ольтен.

## Статистика

### Клубні виступи
| Сезон        | Клуб              | Ліга         | Регулярний сезон | Регулярний сезон | Регулярний сезон | Регулярний сезон | Регулярний сезон | Плей-оф | Плей-оф | Плей-оф | Плей-оф | Плей-оф |
| Сезон        | Клуб              | Ліга         | І                | Г                | П                | О                | ШХ               | І       | Г       | П       | О       | ШХ      |
| ------------ | ----------------- | ------------ | ---------------- | ---------------- | ---------------- | ---------------- | ---------------- | ------- | ------- | ------- | ------- | ------- |
| 2005–06      | «Келона Рокетс»   | ЗХЛ          | 23               | 2                | 1                | 3                | 7                | 8       | 0       | 0       | 0       | 0       |
| 2006–07      | «Келона Рокетс»   | ЗХЛ          | 68               | 15               | 28               | 43               | 72               | —       | —       | —       | —       | —       |
| 2007–08      | «Келона Рокетс»   | ЗХЛ          | 69               | 22               | 34               | 56               | 114              | 7       | 1       | 2       | 3       | 2       |
| 2008–09      | «Келона Рокетс»   | ЗХЛ          | 70               | 33               | 33               | 66               | 105              | 22      | 10      | 17      | 27      | 51      |
| 2009–10      | «Х'юстон Аерос»   | АХЛ          | 48               | 7                | 11               | 18               | 77               | —       | —       | —       | —       | —       |
| 2009–10      | «Міннесота Вайлд» | НХЛ          | 7                | 1                | 0                | 1                | 9                | —       | —       | —       | —       | —       |
| 2010–11      | «Х'юстон Аерос»   | АХЛ          | 65               | 15               | 19               | 34               | 124              | 22      | 0       | 6       | 6       | 20      |
| 2010–11      | «Міннесота Вайлд» | НХЛ          | 8                | 0                | 0                | 0                | 2                | —       | —       | —       | —       | —       |
| 2011–12      | «Х'юстон Аерос»   | АХЛ          | 46               | 7                | 8                | 15               | 91               | 4       | 1       | 1       | 2       | 6       |
| 2011–12      | «Міннесота Вайлд» | НХЛ          | 10               | 1                | 0                | 1                | 15               | —       | —       | —       | —       | —       |
| 2012–13      | «Женева-Серветт»  | НЛА          | 39               | 8                | 22               | 30               | 56               | 6       | 0       | 1       | 1       | 18      |
| 2013–14      | «Женева-Серветт»  | НЛА          | 44               | 18               | 16               | 34               | 75               | 12      | 0       | 5       | 5       | 6       |
| 2014–15      | «Айова Вайлд»     | АХЛ          | 5                | 0                | 0                | 0                | 6                | —       | —       | —       | —       | —       |
| 2014–15      | «Женева-Серветт»  | НЛА          | 20               | 5                | 6                | 11               | 24               | 12      | 3       | 6       | 9       | 16      |
| 2015–16      | «Женева-Серветт»  | НЛА          | 4                | 0                | 1                | 1                | 2                | —       | —       | —       | —       | —       |
| 2016–17      | «Женева-Серветт»  | НЛА          | 38               | 11               | 13               | 24               | 42               | 4       | 1       | 3       | 4       | 14      |
| 2017–18      | «Женева-Серветт»  | НЛА          | 28               | 6                | 4                | 10               | 100              | —       | —       | —       | —       | —       |
| 2018–19      | «Женева-Серветт»  | НЛА          | 40               | 12               | 17               | 29               | 30               | —       | —       | —       | —       | —       |
| 2019–20      | «Лозанна»         | НЛА          | 41               | 9                | 12               | 21               | 46               | —       | —       | —       | —       | —       |
| Усього в НХЛ | Усього в НХЛ      | Усього в НХЛ | 25               | 2                | 0                | 2                | 26               | —       | —       | —       | —       | —       |

### Збірна
| Рік                | Команда            | Турнір             | Місце              | І  | Г | П | О | ШХ |
| ------------------ | ------------------ | ------------------ | ------------------ | -- | - | - | - | -- |
| 2015               | Швейцарія          | ЧС                 | 8-е                | 8  | 0 | 2 | 2 | 2  |
| 2017               | Швейцарія          | ЧС                 | 6-е                | 7  | 2 | 2 | 4 | 2  |
| 2018               | Швейцарія          | ОІ                 | 10-е               | 4  | 0 | 2 | 2 | 25 |
| Національна збірна | Національна збірна | Національна збірна | Національна збірна | 19 | 2 | 6 | 8 | 29 |